# Plebejus tova
Plebejus tova är en fjärilsart som beskrevs av Higgins 1948. Plebejus tova ingår i släktet Plebejus och familjen juvelvingar. Inga underarter finns listade i Catalogue of Life.